# Kienżebaj Makin
Kienżebaj Makin (ros. Кенжебай Макин, ur. 7 grudnia?/20 grudnia 1906 w aule nr 6 w guberni omskiej, zm. 16 czerwca 1960 w Pawłodarze) – radziecki polityk, działacz partyjny.

## Życiorys
W 1925 ukończył szkołę młodzieży chłopskiej, 1927-1929 był sekretarzem komórki Komsomołu w radzie aułu, 1929-1931 odbywał służbę w Armii Czerwonej, 1931-1932 był słuchaczem fakultetu robotniczego. Działał w WKP(b), 1932-1933 był instruktorem i informatorem Komitetu Obwodowego WKP(b) w Ałma-Acie, później 1933-1934 kierownikiem działu kadr jednego z trustów, a 1934-1937 zastępcą dyrektora i dyrektorem sowchozu mięsnego i mleczarskiego. W latach 1937–1938 pełnił funkcję szefa Departamentu Południowo-Zachodniego Ludowego Komisariatu Sowchozów Kazachskiej SRR, 1938-1939 ponownie był dyrektorem sowchozu, a 1939-1940 dyrektorem obwodowego biura Kazsnabpromu. Od 1940 do 1942 był dyrektorem Stacji Maszynowo-Traktorowej, 1942-1944 był II sekretarzem i potem I sekretarzem Maksimo-Gorkowskiego Rejonowego Komitetu Komunistycznej Partii (bolszewików) Kazachstanu (obwód pawłodarski), a od 1944 do marca 1945 przewodniczącym Komitetu Wykonawczego Pawłodarskiej Rady Obwodowej. Od marca 1945 do 1951 był I sekretarzem Michajłowskiego Rejonowego Komitetu KP(b)K (obwód pawłodarski), a 1951-1957 I sekretarzem Bajanaulskiego Rejonowego Komitetu KP(b)K/KPK (obwód pawłodarski), od 1957 do śmierci był II sekretarzem Komitetu Obwodowego KPK w Pawłodarze. Został odznaczony Orderem Lenina i Orderem „Znak Honoru”.